# (19147) 1989 YV4
(19147) 1989 YV4 est un astéroïde de la ceinture principale d'astéroïdes découvert en 1989.

## Description
(19147) 1989 YV4 a été découvert le 30 décembre 1989 à l'observatoire de Siding Spring, situé près de Coonabarabran, en Nouvelle-Galles du Sud, en Australie, par Robert H. McNaught.

### Caractéristiques orbitales
L'orbite de cet astéroïde est caractérisée par un demi-grand axe de 2,40 UA, un périhélie de 2,09 UA, une excentricité de 0,13 et une inclinaison de 1,57° par rapport à l'écliptique. Du fait de ces caractéristiques, à savoir un demi-grand axe compris entre 2 et 3,2 UA et un périhélie supérieur à 1,666 UA, il est classé, selon la JPL Small-Body Database, comme objet de la ceinture principale d'astéroïdes.

### Caractéristiques physiques
(19147) 1989 YV4 a une magnitude absolue (H) de 15,2 et un albédo estimé à 0,077.